# Джон Маккензі (футболіст)
Джон Арчібальд "Джонни" Маккензі (англ. John Archibald "Johnny" McKenzie, 4 вересня 1925, Глазго — 5 липня 2017, Тайрі) — шотландський футболіст, що грав на позиції нападника, зокрема, за клуб «Партік Тісл», а також національну збірну Шотландії.

## Клубна кар'єра
У футболі дебютував 1946 року виступами за команду «Партік Тісл», в якій провів один сезон. 
Протягом 1947—1948 років захищав кольори клубу «Борнмут».
Своєю грою за останню команду знову привернув увагу представників тренерського штабу клубу «Партік Тісл», до складу якого повернувся 1948 року. Цього разу відіграв за команду з Глазго наступні дванадцять сезонів своєї ігрової кар'єри. Більшість часу, проведеного у складі «Партік Тісл», був основним гравцем атакувальної ланки команди.
Протягом 1960—1962 років захищав кольори клубу «Дамбартон».
Завершив ігрову кар'єру у команді «Деррі Сіті», за яку виступав протягом 1962—1963 років.

## Виступи за збірну
1954 року дебютував в офіційних матчах у складі національної збірної Шотландії. Протягом кар'єри у національній команді провів у її формі 9 матчів, забивши 1 гол.
У складі збірної був учасником чемпіонату світу 1954 року у Швейцарії, де зіграв з Австрією (0-1) і Уругваєм (0-7).
Помер 5 липня 2017 року на 92-му році життя на батьківщині своєї матері острові Тайрі.